# Jiří Volný
Jiří Volný (1676 – 19. září 1745, Kratonohy u Roudnice) byl český písmák, ovčák, básník a šafář.
Po vzoru svého otce Lukáše Volného napsal celou řadu velmi oblíbených duchovních písní, v rukopisných záznamech se jich dochovalo téměř sto padesát. Napsal také mnoho světských básní, v nichž se sarkastickým humorem satirizoval nešvary českého venkova, zejména opilství a obžerství. Jeho písně vydávali Václav Hanka a Čeněk Zíbrt, mnohé z nich zlidověly a poskytují velmi věrohodný obraz venkovského života své doby.